# 東太平洋海隆

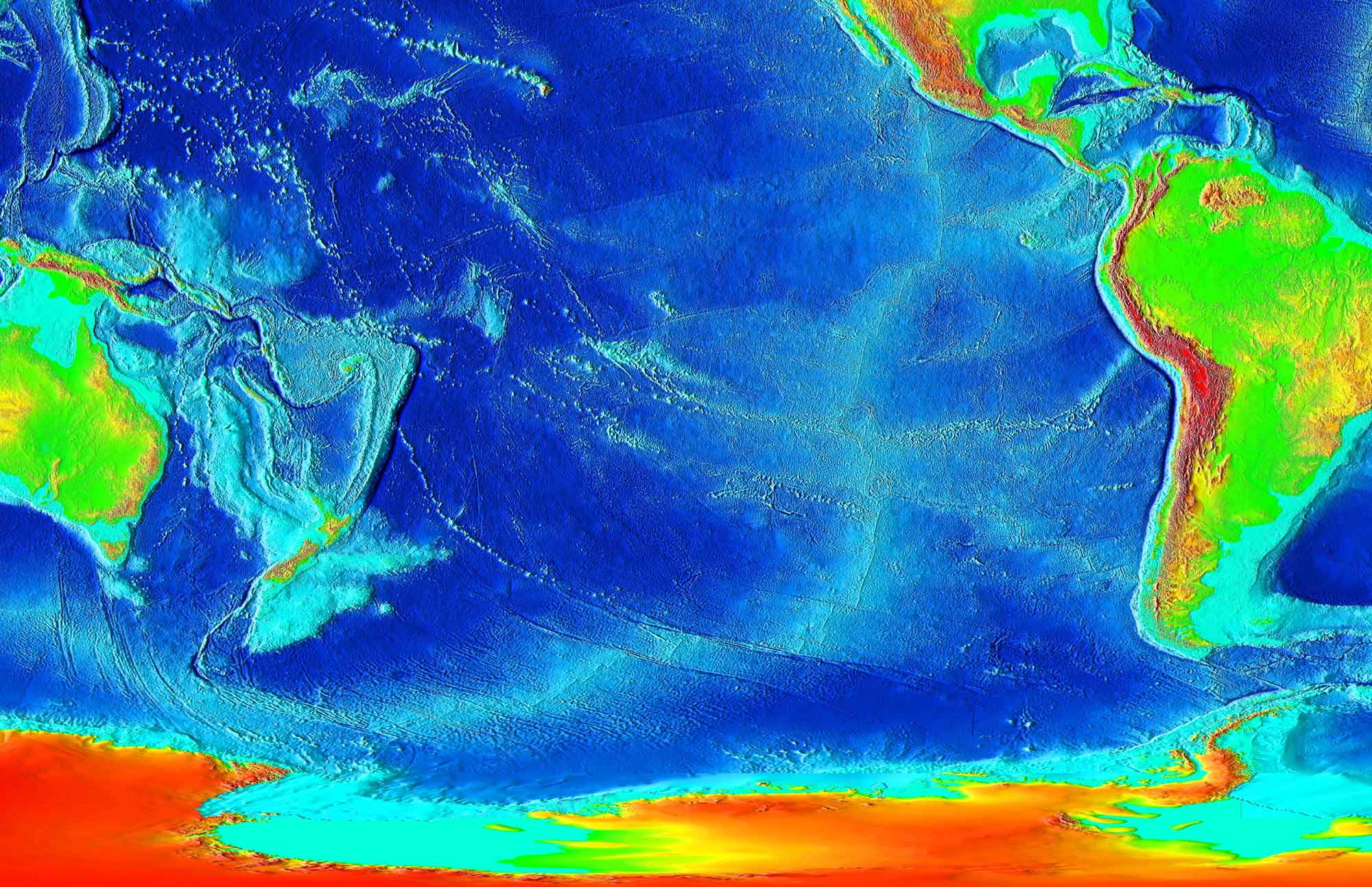
東太平洋海隆的位置

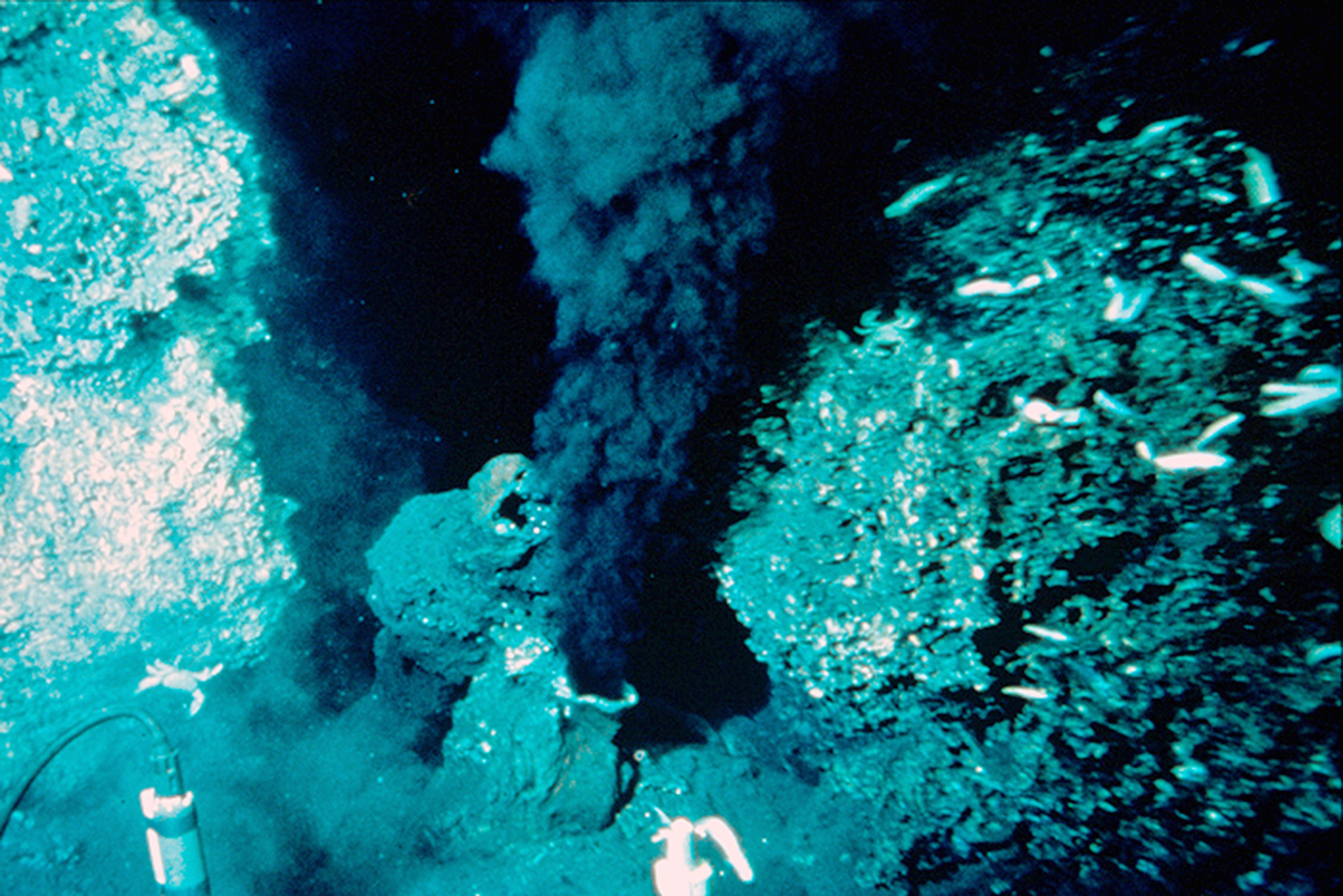
东太平洋地区北纬21度

東太平洋海隆，亦作東太平洋海膨或東太平洋海嶺，是太平洋海底位於張裂性板塊邊界的中洋脊，把西面的太平洋板塊與東面的北美洲板塊、里維拉板塊、科科斯板塊、納斯卡板塊和南極洲板塊分隔（從北到南）。
海洋地殼以每年70毫米移離東太平洋海嶺，東面的科科斯板塊和納斯卡板塊向東移動沉入南美洲板塊和北美洲板塊，形成安第斯山脈、中美洲和墨西哥一帶的火山弧。
東太平洋海隆在復活節島附近與智利海隆相接，在智利南部的秘魯-智利海溝沉入南美洲板塊，南部突出的部分（又稱太平洋-南極洋脊）在紐西蘭以南的麥夸里三向聯結構造與印度洋東南海嶺相連。
部分動物地理學文獻以東太平洋海嶺作為中太平洋生物物種分布的東界。

## 外部連結
- Scripps Institution of Oceanography East Pacific Rise Marine EM website （页面存档备份，存于）
- Galapagos rise and microplate （页面存档备份，存于）